# Akito Arima

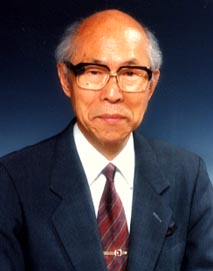
Akito Arima

Akito Arima (japanisch 有馬 朗人, Arima Akito; * 13. September 1930 in Osaka, Japan; † 7. Dezember 2020 in Tokio) war ein japanischer theoretischer Kernphysiker und Politiker (Liberaldemokratische Partei).

## Leben
Arima studierte an der Universität Tokio (Bachelor 1953, Master 1956), wo er 1958 promovierte. Danach war er am dortigen Institut für Kernphysik, wurde 1960 Dozent und 1964 Assistenzprofessor. 1967/68 war er Gastprofessor an der Rutgers University und ab 1971 Professor an der State University of New York at Stony Brook (SUNY). Ab 1975 war er Professor an der Universität Tokio. 1981 wurde er Direktor des dortigen Rechenzentrums. 1983 bis 1987 war er Ratsmitglied der Universität, 1987 bis 1989 Vizepräsident und 1989 bis 1993 Präsident der Universität. 1993 wurde er emeritiert. Anschließend war er Professor an der Hōsei-Universität (1993), 1993 bis 1998 Wissenschaftsberater im Kultusministerium und 1993 bis 1998 Präsident des RIKEN (Institut für Physikalische und Chemische Forschung).
1998 wurde er für die Liberaldemokratische Partei über die Verhältniswahl ins Sangiin, das Oberhaus des japanischen Parlaments, gewählt, dem er für eine Amtszeit bis 2004 angehörte. Im Kabinett Obuchi war er bis 1999 Bildungsminister, nach einer Kabinettsumbildung 1999 auch Leiter der Behörde für Wissenschaft und Technologie. Ab 2000 war er Vorsitzender der Japan Science Foundation (japanisch 日本科学技術振興財団 Nihon Kagaku Gijutsu Shinkō Zaidan, „Japan-Wissenschaft-Technik-Förderungsstiftung“).
Arima ist mit Francesco Iachello der Begründer des Interacting Boson Model (1974).
1993 erhielt er mit Iachello den Tom-W.-Bonner-Preis für Kernphysik. 1987 erhielt er den Humboldt-Preis, 1990 die Wetherill Medal, den Preis der Japanischen Akademie (1993) und 1978 den Nishina-Preis. Er ist mehrfacher Ehrendoktor (unter anderem Drexel University, SUNY, Birmingham, Glasgow, Weizmann-Institut, University of Arizona) und Ehrenprofessor der Universität Glasgow (1984). 1990 erhielt er den Verdienstorden der Bundesrepublik Deutschland (Großes Verdienstkreuz) und 2004 das Große Band des Ordens der aufgehenden Sonne. 2002 wurde er Knight Commander of the British Empire (KBE), 1998 Großoffizier der Ehrenlegion und 1991 Kanselarij der Nederlandse Orden. 2004 wurde er als Person mit besonderen kulturellen Verdiensten geehrt, 2010 wurde er mit dem Kulturorden ausgezeichnet.
1988 erhielt er den Preis der Haiku-Gesellschaft für einen Gedichtband mit Haiku. 1999 wurde er in die American Academy of Arts and Sciences gewählt.

## Schriften
- mit Francesco Iachello: Collective nuclear states as representations of a SU(6) Group. In: Physical Review Letters. Bd. 35, 1975, ISSN 0031-9007, S. 1069–1072, doi:10.1103/PhysRevLett.35.1069.
- mit Francesco Iachello: The interacting boson model. Cambridge University Press, Cambridge u. a. 1987, ISBN 0-521-30282-X.
- mit Francesco Iachello: Interacting boson model of collective states I. The vibrational limit. In: Annals of Physics. Bd. 99, 1976, ISSN 0003-4916, S. 253–317; mit Francesco Iachello: II. The rotational limit. ibid. Bd. 111, 1978, S. 201–238; mit Olaf Scholten: III. The transition from SU(5) to SU(3). ibid. Bd. 115, 1978, S. 325–366; mit Francesco Iachello: IV. The O(6) limit. ibid. Bd. 123, 1979, S. 468–492.
- mit Francesco Iachello: The Interacting Boson Model. In: Annual Review of Nuclear and Particle Science. Bd. 31, 1981, ISSN 0163-8998, S. 75–105, doi:10.1146/annurev.ns.31.120181.000451.